# Willi Oelmüller
Willi Oelmüller (* 16. Februar 1930 in Dorsten; † 25. September 1999 in Montaione, Toskana, Italien) war ein deutscher Professor für Philosophie.

## Leben
Oelmüller studierte Philosophie und Germanistik an der Westfälischen Wilhelms-Universität in Münster. 1956 wurde er mit der Arbeit Das Problem des Ästhetischen bei Friedrich Theodor Vischer – Studie zur Geschichte der nachhegelschen Ästhetik bei Joachim Ritter an der Universität Münster promoviert. Nach seiner Habilitation erhielt er 1965 einen Ruf auf den Lehrstuhl für Philosophie an der Pädagogischen Hochschule Paderborn, heute Universität Paderborn. Seine Antrittsvorlesung an der Universität Münster hielt er am 10. Februar 1968. 1980 nahm er einen Ruf an die Ruhr-Universität Bochum an. 1992 schied er dort vorzeitig aus gesundheitlichen Gründen aus.
Oelmüller engagierte sich in der philosophischen Bewältigung drängender Probleme der Gegenwart; er beschäftigte sich intensiv mit dem Theodizeeproblem: Vom Bösen und Üblen in der Welt und weiteren Fragen der Religionsphilosophie. Er hat zahlreiche wissenschaftliche Arbeiten zur Anthropologie, Ethik, Kunst- und Religionsphilosophie veröffentlicht. Er war (zusammen mit Ruth Dölle-Oelmüller u. a.) Herausgeber der Philosophischen Arbeitsbücher (didaktisch aufbereitete Textsammlungen zu zentralen Disziplinen der Philosophie) und der Kolloquien zur Gegenwartsphilosophie, vor allem zur Ethik, Ästhetik, Religionsphilosophie und Metaphysik, mit wechselnden Autoren wie Karl-Otto Apel, Hans Michael Baumgartner, Gottfried Böhm, Jürgen Habermas, Hermann Krings, Hermann Lübbe, Odo Marquard, Johann Baptist Metz, Herbert Schnädelbach (u. a.). Oelmüller hat insgesamt zwölf dieser Kolloquien organisiert, bei denen er Fachleute verschiedener Disziplinen und philosophischer Schulen zur Diskussion zentraler Gegenwartsprobleme zusammenführte. Seine Habilitationsschrift Die unbefriedigte Aufklärung (1969) wurde als herausragende wissenschaftliche Arbeit gewürdigt.

## Trivia
Klaus Berger widmete sein Buch Wie kann Gott Leid und Katastrophen zulassen? (Stuttgart 1996) Ruth und Willi Oelmüller.

## Werke (Auswahl)
- Friedrich Theodor Vischer und das Problem der nachhegelschen Ästhetik, Kohlhammer: Stuttgart 1959
- Die unbefriedigte Aufklärung: Beiträge zu einer Theorie der Moderne von Lessing, Kant und Hegel, Suhrkamp: Frankfurt am Main 1969, 2., erweiterte Auflage mit einer neuen Einleitung 1979
- Kirche im Prozeß der Aufklärung: Aspekte einer neuen politischen Theologie, Kaiser: München und Mainz 1970, zusammen mit Johann Baptist Metz, Jürgen Moltmann
- Was ist heute Aufklärung? Patmos: Düsseldorf 1972, ISBN 3-491-77534-5
- Fortschritt wohin? Zum Problem der Normenfindung in der pluralen Gesellschaft (Hrsg.), Patmos: Düsseldorf 1972, ISBN 3-491-00363-6
- Weiterentwicklungen des Marxismus (Hrsg.), Wissenschaftliche Buchgesellschaft: Darmstadt 1977, ISBN 3-534-05977-8
- Wozu noch Geschichte ? (Hrsg.), Fink: München 1977, ISBN 3-7705-1403-3
- Theodizee – Gott vor Gericht? (Hrsg.), Fink: München 1990, ISBN 3-7705-2645-7
- Worüber man nicht schweigen kann. Neue Diskussionen zur Theodizeefrage (Hrsg.), Fink: München 1994, ISBN 3-7705-2921-9
- Philosophische Aufklärung – ein Orientierungsversuch, Fink: München 1994, ISBN 3-7705-2989-8
- Grundkurs philosophische Anthropologie, Fink: München 1996, ISBN 3-8252-1906-2, zusammen mit Ruth Dölle-Oelmüller
- Negative Theologie heute – die Lage der Menschen vor Gott, Fink: München 1999, ISBN 3-7705-3429-8